# Thysanotus ramulosus
Thysanotus ramulosus är en sparrisväxtart som beskrevs av Norman Henry Brittan. Thysanotus ramulosus ingår i släktet Thysanotus och familjen sparrisväxter. Inga underarter finns listade i Catalogue of Life.